# Češi v Mexiku

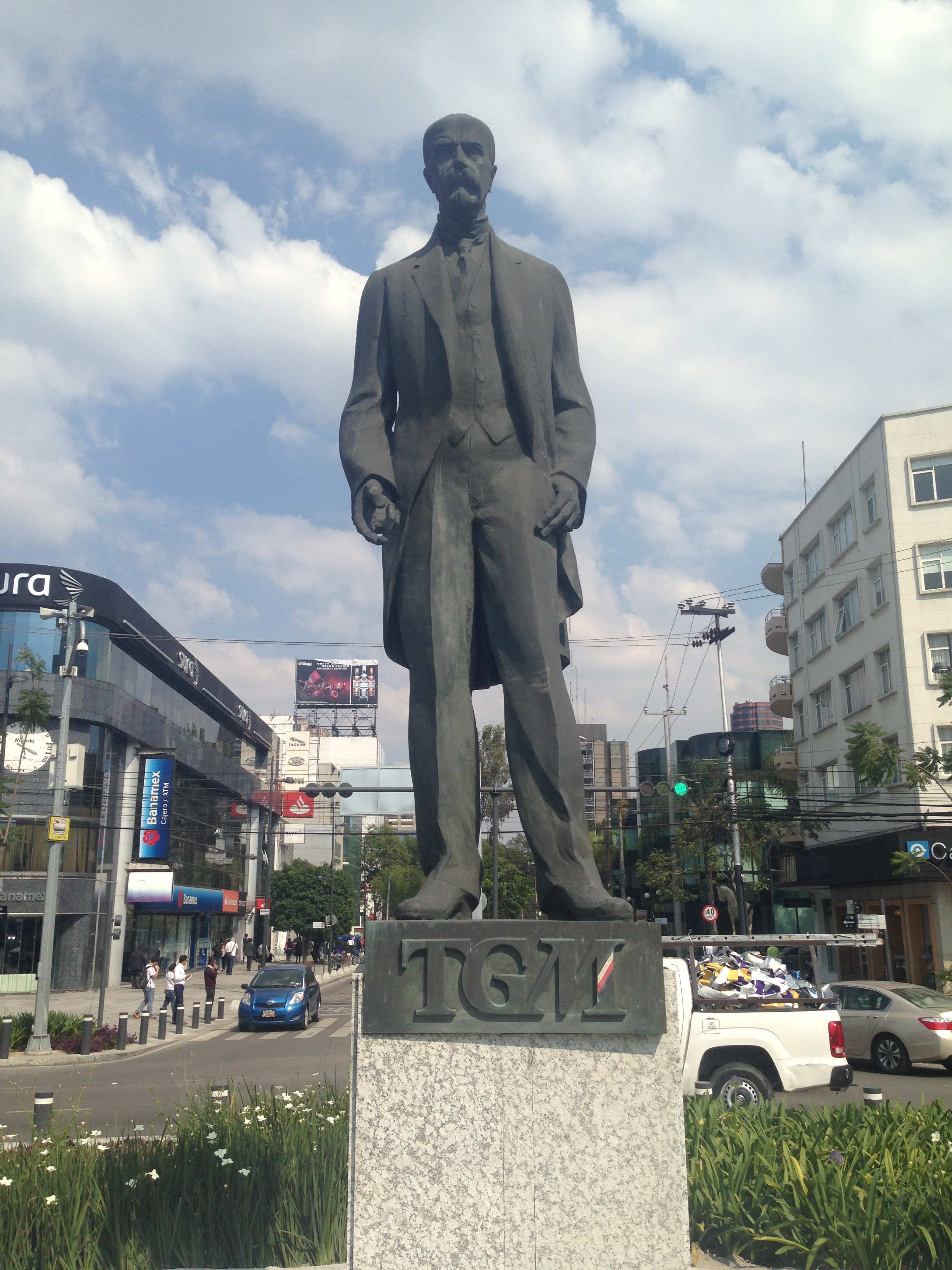
Socha T.G. Masaryka na Avenida Presidente Masaryk

V Mexiku žilo v roce 2019 celkem 537 osob narozených v Česku a rovněž nevelká část populace českého původu, (španělsky checo-mexicanos) kteří jsou občané Mexika. Prvními osobami českého původu, které tehdejší Nové Španělsko navštívili, byli jezuitští misionáři, základ větší komunity pak vytvořli především váleční uprchlíci v první polovině 20. století.

## Historie

### Jezuitští misionáři
Během koloniální éry bylo několik českých jezuitských misionářů zapojeno do evangelizace Mexika. První jezuité odešli ze zemí Koruny české do Ameriky v roce 1678. Pozoruhodným příkladem je Šimon Boruhradský (zde přijal španělské jméno Simón de Castro), který byl součástí dvora zdejšího místokrále Gaspara de la Cerda y Mendozy a podílel se na architektonických a urbanistických projektech, především v Ciudad de México, včetně Místodržitelského paláce na hlavním náměstí Zocaló.

### Druhé mexické císařství

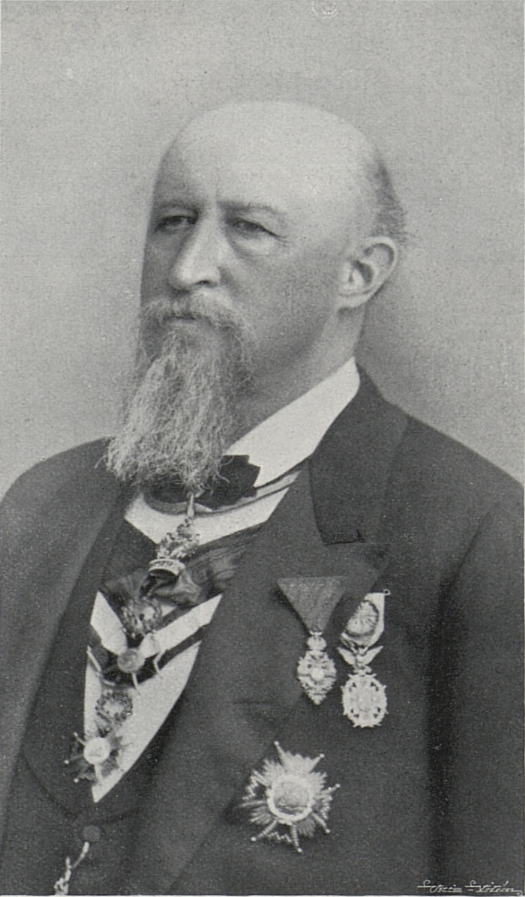
František Kaska, lékárník a diplomat usídlený v Ciudad de México

Po vyhlášení Druhého Mexického císařství roku 1863 a přijetí nabídky koruny od mexických konzervativců Maxmiliánem Habsburským dobrovolně se svým plukem narukoval také Čech František Kaska, původem z jihočeských Horažďovic. V Maxmilánové expedičním armádním sboru byl jmenován vrchním lékárníkem, posléze se stal osobním lékárníkem samotného císaře. Absolvoval bojové tažení proti republikánům, za což byl roku 1864 vyznamenán řádem Naší Paní z Guadelupe. V Ciudad de México si zřídil lékárnu s přípravnou léků, která se záhy stala asi největší a nejlépe vybavenou ve městě. Po zániku monarchie a popravě císaře Maxmiliána Kaska jako jeden z mála rakouských občanů v Mexiku zůstal, provozoval zde svou lékárnu a dlouhá léta pak působil jako neoficiální zdejší atašé Rakouska-Uherska. Obdržel také rakouský šlechtický titul.

### 20. století
Po vzniku Československa byly mezi oběma zeměmi navázány diplomatické vztahy a zřízeno československé velvyslanectví v Ciudad de México.V roce 1936 prezident Lázaro Cárdenas pojmenoval na okraji Ciudad de México neznámou ulici jménem T.G. Masaryka, Avenida Presidente Masaryk. Řada Čechů přišla do země v rámci uprchlikých vln z Evropy na útěku před první a především pak druhou světovou válkou.

### 21. století
Česká komunita v Mexiku se v první pětině 21. století sestává z několika set členů. V Ciudad de México jsou pořádána pravidelná setkávání u sochy Tomáše Garrigue Masaryka, vztyčené roko 2000, na Avenida Presidente Masaryk.
V Mexiku rovněž vznikl hudební žánr norteño, významně ovlivněný kulturou středoevropských přistěhovalců.

### Významní Češi v Mexiku
- Šimon Boruhradský (španělsky Simon de Castro), jezuitský misionář, ekonom, architekt a stavitel
- Jan Steinhöfer (španělsky Juan de Esteyneffer), jezuitský misionář, lékař a farmaceut
- Wenceslaus Linck, jezuitský misionář
- František Kaska (Franz von Kaska), lékárník a diplomat
- Miroslava, herečka éry tzv. zlatého věku mexické kinematografie

### Mexičané českého původu
- Angelica Espinoza Stransky, herečka
- Rubén Marshall Tikalova, ředitelka redakce
- Sylvia Schmelkes, socioložka
- Sasha Sokol, herečka a zpěvačka